# Phebellia
Phebellia är ett släkte av tvåvingar. Phebellia ingår i familjen parasitflugor.

## Dottertaxa tillPhebellia, i alfabetisk ordning[1][2]
- Phebellia agnatella
- Phebellia carceliaeformis
- Phebellia cerurae
- Phebellia clavellariae
- Phebellia crassiseta
- Phebellia curriei
- Phebellia demens
- Phebellia epicydes
- Phebellia erecta
- Phebellia flavescens
- Phebellia gagatea
- Phebellia glauca
- Phebellia glaucoides
- Phebellia glirina
- Phebellia helvina
- Phebellia imitator
- Phebellia latipalpis
- Phebellia laxifrons
- Phebellia margaretae
- Phebellia nigricauda
- Phebellia nigripalpis
- Phebellia nudicosta
- Phebellia pauciseta
- Phebellia pheosiae
- Phebellia strigifrons
- Phebellia stula
- Phebellia stulta
- Phebellia tranquilla
- Phebellia trichiosomae
- Phebellia triseta
- Phebellia turanica
- Phebellia vicina
- Phebellia villica